# Polystichum submite
Polystichum submite là một loài thực vật có mạch trong họ Dryopteridaceae. Loài này được (H. Christ) Diels miêu tả khoa học đầu tiên năm 1900.